# European Chess Union
L'European Chess Union est une association créée en 1985 à Graz en Autriche. Elle est la seule association qui a le droit d'organiser les différents championnats européens. Chaque année, l'ECU organise plus de 20 prestigieux championnats et événements. Il y a deux millions de membres officiels via les 54 fédérations. Le président actuel est Zurab Azmaiparashvili.
L'European Chess Union (ECU) est une association qui vise à promouvoir le jeu d'échecs de tout niveau en Europe. Ses membres sont les fédérations nationales des pays européens. Le siège est à Hunenberg en Suisse.
L'ECU organise notamment le championnat d'Europe des nations, le championnat d'Europe individuel, junior, et de blitz, la Coupe d'Europe des clubs.

## Histoire
Alors que les Européens commençaient à se sentir sous-représentés au sein de la FIDE, l'European Chess Union a été fondée sous la direction de Rolf Littorin, de Suède, lors du Congrès FIDE 1985 à Graz.
Trois principes étaient clairement définis: l'ECU devait être une organisation au sein de la FIDE, elle devait inclure toute l'Europe, l'Ouest et l'Est, et il ne devrait pas y avoir de nouvelles obligations financières pour les fédérations membres. En cette ère de guerre froide, la politique influençait inévitablement les grandes fédérations sportives. Par conséquent, à l'exception de la Pologne, le bloc soviétique n'a pas rejoint le nouveau syndicat. La direction de la FIDE n'a pas non plus fait confiance aux idées européennes.
Au congrès de la FIDE à Dubaï en 1986, Littorin se retire, Kurt Jungwirth d'Autriche se voit confier la présidence de l'ECU jusqu'en 1998. L'ECU défend fermement les intérêts européens au sein de la FIDE comme de l'UEFA au sein de la FIFA.
De nouveaux événements ont été créés :
- en 1988, le premier championnat d'Europe des moins de 16 ans a eu lieu à Saltsjöbaden.
- en 1992, le premier championnat d'Europe féminin par équipes a eu lieu à Debrecen.
- en 1996, Werner Stubenvoll a dirigé la première Coupe d'Europe féminine à Smederevska Palanka.

Après la grande détente politique de 1990, les pays de l'Europe de l'Est ont afflué vers l'Union européenne des échecs. Quand en 1996, Kirsan Ilyumzhinov est devenu le président de la FIDE, la relation entre la FIDE et l'ECU s'est normalisée. En 1998, Boris Kutin a été élu président de l'ECU. Un nouveau bureau a été établi à Berlin avec Horst Metzing en tant que secrétaire général. Les tournois ont été réformés. Les championnats continentaux individuels dans toutes les catégories, y compris les événements de la jeunesse sont devenus des spectacles de masse de haute qualité. Les périodes entre les championnats d'Europe par équipe ont été ramenées de trois à deux ans. La percée finale est intervenue après 2000 lorsque l'ECU a obtenu une autonomie financière et administrative. Aujourd'hui, l'ECU compte 54 fédérations membres. La vision de 1985 est devenue réalité. L'Europe est un continent d'échecs fort et uni.

## Membres du comité
- Zurab Azmaiparashvili – Président
- Gunnar Bjornsson – Deputy Président
- Dana Reizniece-Ozola, Johann Poecksteiner, Adrian Mikhaltchichine, Eva Repková, Ivan Sokolov  – Vice Presidents
- Theodoros Tsorbatzoglou – Secretary General
- Ion-Serban Dobronauteanu – Trésorier
- Vanja Draskovic – Vice président honoraire
- Petr Pisk – Tournament Director

## Fédérations membres
- Albanie – Federata Shqiptare e Shahut
- Allemagne – Deutscher Schachbund
- Andorre – Federació d'Escacs Valls d'Andorra (FEVA)
- Angleterre – English Chess Federation (ECF)
- Arménie – Հայաստանի շախմատի ֆեդերացիա
- Autriche – Österreichischer Schachbund
- Azerbaïdjan – Azərbaycan Şahmat Federasiyası
- Biélorussie – Белорусская Федерация  Шахмат
- Belgique – Fédération royale belge des échecs
- Bosnie-Herzégovine – Šahovska unija Bosne i Hercegovine
- Bulgarie – Българска федерация по шахмат
- Croatie – Hrvatski šahovski savez
- Chypre – Κυπριακή Σκακιστική Ομοσπονδία
- Danemark – Dansk Skak Union
- Écosse – Chess Scotland
- Espagne – Federacion Española de Ajedrez
- Estonie – Eesti Maleliit
- Finlande – Suomen Shakkiliitto
- France – Fédération française des échecs
- Georgie – საქართველოს ჭადრაკის ფედერაცია
- Grèce – Ελληνική Σκακιστική Ομοσπονδία
- Guernesey – Guernsey Chess Federation
- Hongrie – Magyar Sakkszövetség
- Îles Féroé – Talvsamband Føroya
- Irlande – Irish Chess Union
- Islande – Skáksamband Íslands
- Israël – איגוד השחמט הישראלי
- Italie – Federazione Scacchistica Italiana (FSI)
- Jersey – Jersey Chess Federation
- Kosovo – Federata e Shahut e Kosovës
- Lettonie – Latvijas Šaha savienība
- Liechtenstein – Liechtensteiner Schachverband
- Lituanie – Lietuvos šachmatų federacijos
- Luxembourg – Fédération luxembourgeoise des échecs
- Macédoine du Nord – Шаховската федерација на Македонија
- Malte – Il-Federazzjoni Maltija taċ-Ċess
- Moldavie – Federația de Șah a Republicii Moldova
- Monaco – Fédération monégasque des échecs
- Monténégro – Šahovski savez Crne Gore
- Norvège – Norges Sjakkforbund
- Pays-Bas – Koninklijke Nederlandse Schaakbond
- Pays de Galles – Welsh Chess Union
- Pologne – Polski Związek Szachowy
- Portugal – Federação Portuguesa de Xadrez
- Roumanie – Federatia Romana de Sah
- République Tchèque  – Šachový svaz České republiky
- Russie – Российская Шахматная Федерация
- Saint-Marin – Federazione Sammarinese degli Scacchi
- Serbie – Šahovski savez Srbije
- Slovaquie – Slovenský šachový zväz
- Slovénie – Šahovska zveza Slovenije
- Suède – Sveriges Schackförbund
- Suisse – Fédération suisse des échecs
- Turquie – Türkiye Satranç Federasyonu
- Ukraine – Федерація шахів України

## Compétitions européennes

### Compétitions individuelles
- Championnat d'Europe d'échecs individuel
- Championnat féminin d'Europe d'échecs individuel
- Championnat d'Europe d'échecs de la jeunesse
- Championnat d'Europe d'échecs seniors
- Championnat d'Europe d'échecs amateurs
- Championnat d'échecs individuel de l'Union Européenne
- Championnat d'échecs individuel de la jeunessede l'Union Européenne
- Championnat d'Europe d'échecs rapides
- Championnat d'Europe d'échecs rapides féminin
- Championnat d'Europe d'échecs de blitz
- Championnat d'Europe d'échecs de blitz féminin
- Championnat d'Europe d'échecs universitaire

### Compétitions par équipes
- Championnat d'Europe d'échecs des nations
- Championnat d'Europe d'échecs des nations féminin
- Championnat d'Europe d'échecs des nations jeunesse
- Championnat d'Europe d'échecs des nations séniors
- Coupe d'Europe des clubs d'échecs
- Championnat d'Europe d'échecs des petites nations